# Salah Chalaf
Salah Chalaf, ps. Abu Ijad (ur. 1933 w Jafie, zm. 14 stycznia 1991 w Tunisie) – palestyński działacz nacjonalistyczny.

## Życiorys
Urodzony w 1933 roku. W 1959 roku znalazł się pośród założycieli organizacji al-Fatah. W trakcie wydarzeń Czarnego Września przebywał w Jordanii. Został wzięty do niewoli przez Jordańczyków. Sąd jordański wydał na niego wyrok śmierci, który nie został jednak zrealizowany. Po opuszczeniu Jordanii miał rzekomo utworzyć organizację terrorystyczną Czarny Wrzesień. Po 1973 roku popierał pokojowe rozwiązanie konfliktu izraelsko-palestyńskiego i utworzenie wspólnego państwa Żydów i Palestyńczyków. W 1991 roku zamordowany w Tunisie przez ekstremistów z Rady Rewolucyjnej Fatah. Zabójcy mieli rzekomo działać na polecenie rządu Iraku.